# Rune Lindström (sciatore)
Nils Rune Lindström (Sollefteå, 26 maggio 1944) è un ex sciatore alpino svedese.

## Biografia
Sciatore polivalente, Lindström debuttò in campo internazionale in occasione del trofeo del Lauberhorn 1963, il 12 gennaio a Wengen in discesa libera (38º), e ai IX Giochi olimpici invernali di Innsbruck 1964, sua prima presenza olimpica, si classificò 24º nello slalom gigante, 26º nello slalom speciale e non completò la discesa libera; al trofeo Duca d'Aosta 1966 si piazzò 3º nello slalom speciale disputato il 5 febbraio a Cortina d'Ampezzo e ai successivi Mondiali di Portillo 1966 fu 22º nello slalom gigante e 10º nello slalom speciale.
In Coppa del Mondo esordì nella gara inaugurale del circuito, lo slalom speciale disputato il 5 gennaio 1967 a Berchtesgaden (12º), e conquistò il primo piazzamento a punti il 22 gennaio seguente a Kitzbühel nella medesima specialità (8º); ai X Giochi olimpici invernali di Grenoble 1968, sua ultima presenza olimpica, si classificò 29º nella discesa libera, 16º nello slalom gigante, 11º nello slalom speciale e 6º nella combinata, disputata in sede olimpica ma valida solo ai fini dei Mondiali 1968.
In Coppa del Mondo conquistò il miglior risultato il 25 febbraio dello stesso anno a Oslo in slalom speciale (4º), ottenne l'ultimo piazzamento a punti il 9 febbraio 1969 a Åre nella medesima specialità (5º) e prese per l'ultima volta il via il 30 gennaio 1970 a Madonna di Campiglio ancora in slalom speciale (25º); ai successivi Mondiali di Val Gardena 1970, sua ultima presenza iridata nonché congedo agonistico internazionale, fu 18º nella discesa libera, 24º nello slalom gigante e non completò lo slalom speciale.

## Palmarès

### Coppa del Mondo
- Miglior piazzamento in classifica generale: 27º nel 1969

### Campionati svedesi
- 9 ori (discesa libera nel 1964; slalom gigante nel 1966; slalom gigante nel 1967; discesa libera, slalom gigante, slalom speciale nel 1968; slalom gigante, slalom speciale nel 1969; slalom gigante nel 1970)[7]